# George Sutor
George Joseph Sutor (Filadelfia, 14 settembre 1943 – Eau Claire, 29 agosto 2011) è stato un cestista statunitense, professionista nella ABA.